# Stenelmoides mimicus
Stenelmoides mimicus là một loài bọ cánh cứng trong họ Elmidae. Loài này được Spangler & Perkins miêu tả khoa học năm 1989.